# Maineville
Maineville – wieś w USA, w hrabstwie Warren, w stanie Ohio. Według danych z 2000 roku miejscowość miała 1005 mieszkańców.